# Agdistis adenensis
Agdistis adenensis là một loài bướm đêm thuộc họ Pterophoridae. Nó được tìm thấy ở Yemen, Oman, Iran và Bahrain.